# Діармайт мак Аедо Слайне

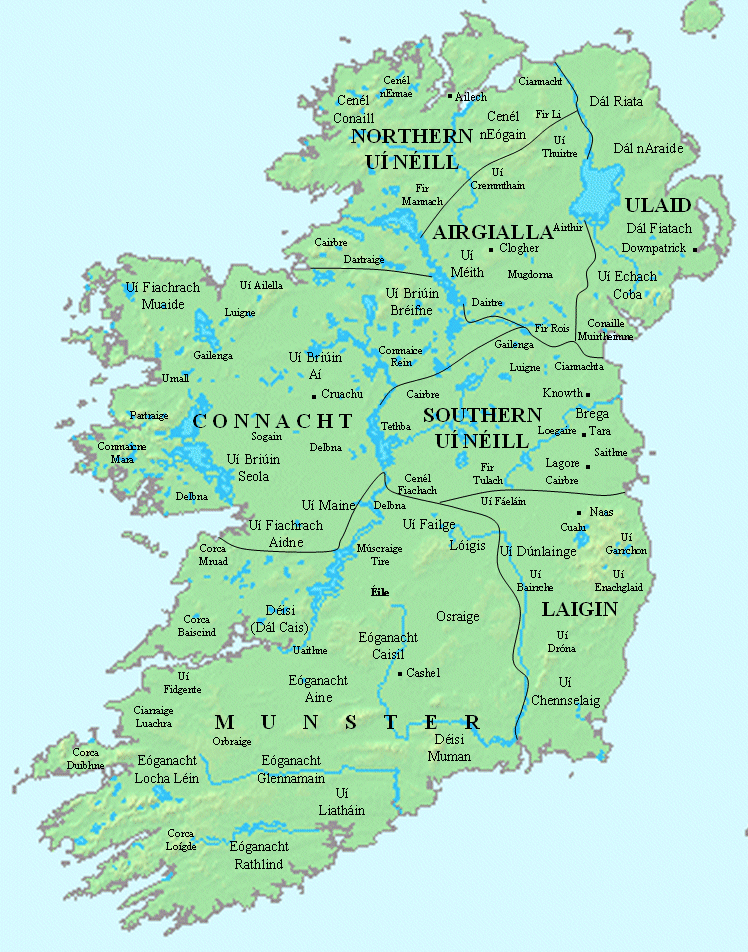
Народи і королівства в Ірландії в добу раннього середньовіччя.

Діармайт мак Аедо Слайне — (ірл. — Diarmait mac Áedo Sláine) — верховний король Ірландії. Час правління: 657—665 роки. Син Аеда Слайне — верховного короля Ірландії. Співправитель свого брата Блахмака мак Аедо Слайне.

## Сини і нащадки Аеда Слайне
Батько Діармайта — Аед Слайне був сином Діармайта мак Кербайлла — предка і засновника династії південних О'Нейллів — гілки, яка панувала в Ірландії до приходу до влади Бріана Борума наприкінці Х століття. Нащадки Аеда Слайне були відомі як Сіл н-Аедо Слайне (ірл. — Síl nÁedo Sláine). За винятком Енгуса мак Колмайна (ірл. — Óengus mac Colmáin) всі королі роду О'Нейллів належали до Сіл н-Аедо Слайне аж до смерті Кінаеда мак Іргалайга (ірл. — Cináed mac Írgalaig) в 728 році. Сіл н-Аедо Слайне були королями Брега і пагорбу Тари — історично центру Ірландії, де колись в давнину була столиця верховних ірландських королів. Від Діармайта мак Кербайлла походить клан Холмайн Мар (ірл. — Clann Cholmáin Már), який прийшов на зміну Сіл н-Аедо Слайне як домінуюча група південних О'Нейллів з середини VIII століття. Клани Кайлле Фолламайн (ірл. — Caílle Follamain) та Кланн Холмайн Бікк (ірл. — Clann Cholmáin Bicc) походять від Колмана Бега (ірл. — Colmán Beg).
Аед Слайне був верховним королем Ірландії спільно з Колманом Рімідом північної гілки О'Нейлів — Кенел н-Еогайн (ірл. — Cenél nEógain) після смерті Аеда мак Айнмуреха. Аед слайне помер близько 604 року. Його смерть пророкував святий Колумба. Сини Аеда Слайне — Діармайт, Блахмак (помер у 665 році), Конгал (помер у 634 році), Айліль (помер у 634 році), Дунхад (помер у 659 році).

## Домналл мак Аедо та Конгал Кех
Діармайт був одним наймолодших синів Аеда Слайне. Сини Аеда Слайне Конгал та Айліль були вбиті Коналлом Гухбінном мак Суібні (ірл. — Conall Guthbinn mac Suibni) у 634 році. Після цього Діармайт та його брат Блахмак спільно були королями Бреги. Діармайт вбив Коналла Гухбінна мак Суібні «в домі сина Над-Фрайха» у 635 році. Про це пишуть «Хроніки Ольстера». У тому ж році Діармайт переміг клан Холмайн Бікк в битві при Куйл Каелайн (ірл. — Cúil Caeláin), де син Енгуса мак Колмайна — Маел Умай був вбитий. У цей час трон верховного короля Ірландії був предметом суперечки між Домналлом мак Аедо з північної гілки О'Нейлів — Кенел Конайлл та короля круіхні (племені спорідненого піктам) Конгалом Каехом. У цій боротьбі зі складними переплетеннями союзів та спілок різних кланів Діармайт та Блахмак були союзниками Домналла. Вони вели битву в долині Маг Рах, де Конгал був вбитий.

## Верховний король Ірландії
Літописці сумнівалися, хто був верховним королем Ірландії після смерті Домналла мак Аедо. Наводяться імена всіх чотирьох можливих верховних королів в період з 640 по 664 рік. При цьому історики вважають, що наприкінці VII століття імена деяких верховних королів викидали з літописів та історичних хроні навмисно і упереджено виходячи політичних міркувань. З усіх чотирьох можливих верховних королів — співправителів чи навпаки, конкурентів, Діармайт мак Аедо Слайне був найактивнішим. У 649 році він переміг корля Коннахту Гуайре Айдне мак Колмайна (ірл. — Guaire Aidne mac Colmáin) у битві при Карн Конайл (ірл. — Carn Conaill). Є свідчення, що король Мюнстера брав участь у битві як союзник Гуайре, але ці свідчення ненадійні. У 654 році Діармайт вбив Коналла Коела (ірл. — Conall Cóel), а в 658 році помер Келлах.
У 664 році в Ірландії почалась епідемія чуми, яку назвали пошесть Хонайлл. Є запис у літописі, що Діармайт та його брат Блахмак померли від чуми у 665 році.

## Нащадки
Нащадками Діармайта мак Аедо Слайне були люди з гілки О'Хернайг (ірл. — Uí Chernaig) роду Сіл н-Аедо Слайне, що названа на честь сина Діармайта Кернаха (ірл. — Cernach). Їхні землі були навколо озера Лох Гавайр (ірл. — Loch Gabhair) в сучасному графстві Міт. Онук Діармайта — Коналл мак Кернайг (ірл. — Conall mac Cernaig) відомий як Коналл Грант був важливою фігурою в історії Ірландії у 710 році. Правнук Діармайта — Фогартах мак Нейлл (ірл. — Fogartach mac Néill) був верховним королем Ірландії.
Час правління Діармайта вважається золотим віком ірландської літератури — в цей час було записано чимало легенд, міфів та інших творів давньої ірландської літератури.